# Dobri Tschintulow

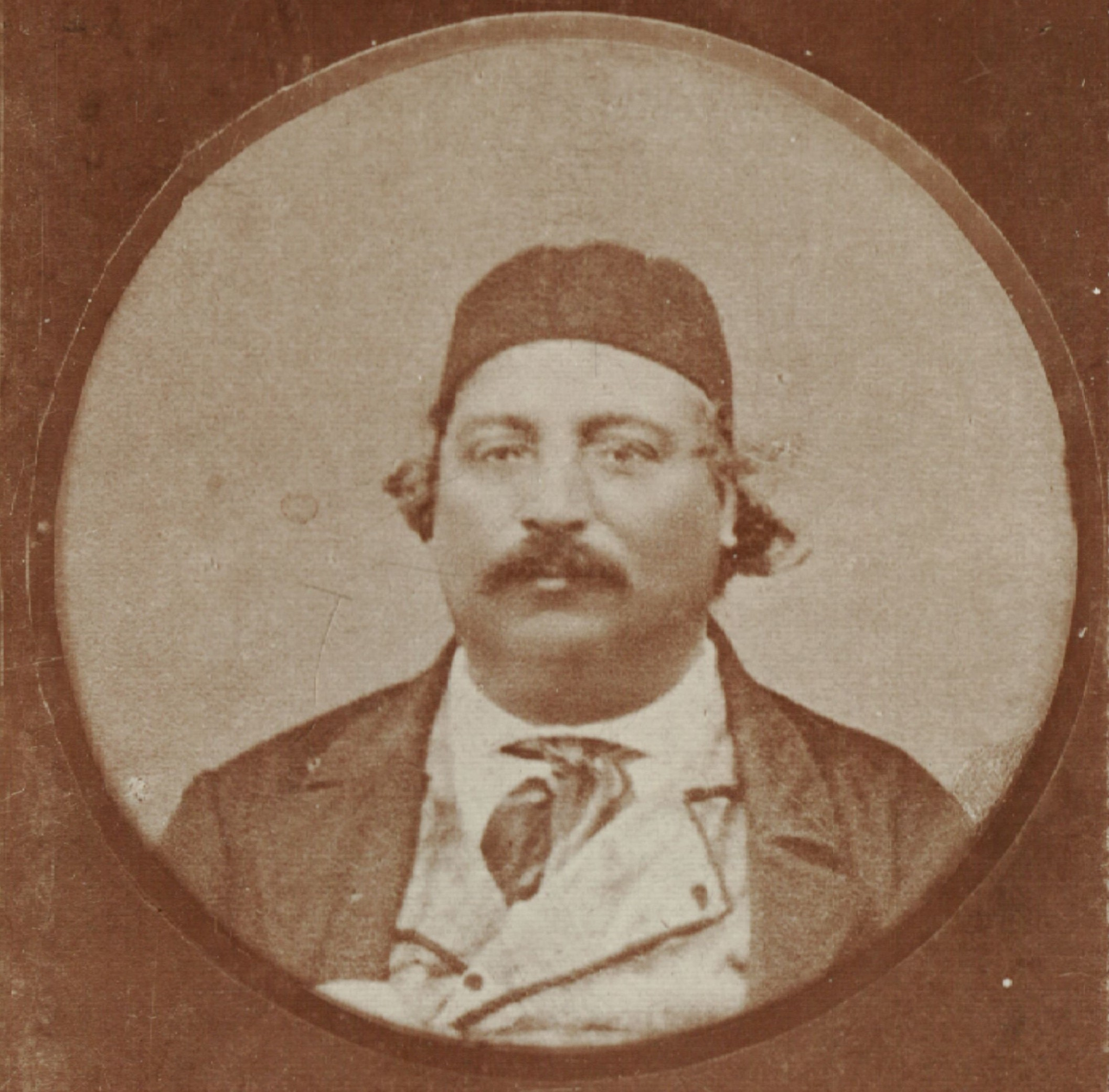
Dobri Tschintulow

Dobri Tschintulow (bulgarisch Добри Чинтулов; * 1822 in Sliwen; † 9. April 1886 ebenda) war ein bulgarischer Dichter und Gelehrter der Bulgarischen Nationalen Wiedergeburt sowie Aktivist im Kampf für eine unabhängige bulgarische Kirche.
Tschintulow absolvierte eine Ausbildung in Bulgarien, Rumänien und Russland. In Odessa, in dieser Zeit ein wichtiges Zentrum der Bulgarischen Wiedergeburt, war er Teil des Bulgarischen Literarischen Kreises, dem auch Najden Gerow, Iwan Bogorow, Dimitar Mutew, Elena Mutewa und Botjo Petkow angehörten.
Dobri Tschintulow verfasste Gedichte in einem patriotisch-romantischen Stil. Seine Werke gelten als bedeutende Grundlage der neubulgarischen Dichtkunst. Einige der von ihm verfassten Gedichte wurden vertont. Nach ihm ist das Dorf Tschintulowo im Südosten Bulgariens und der Gebirgskamm Chintulov Ridge in der Antarktis benannt.